# M1117
El M1117 Guardian Armored Security Vehicle, o ASV (por su acrónimo en inglés), es un vehículo todo terreno militar de tipo APC, manufacturado por Cadillac Gage, una división de vehículos militares de Textron Land Systems para ser utilizada por el Cuerpo de Marines de los Estados Unidos inicialmente, luego fue adoptado por el Cuerpo de Policía Militar de los Estados Unidos. Su armamento consiste en un lanzagranadas Mk 19 y un juego de ametralladoras Browning M2HB, montadas en una torreta similar a la usada en los vehículos de asalto anfibios del Cuerpo de Marines de Estados Unidos; y una ametralladora M249 SAW puesta sobre el saliente de la posición del artillero. 
El M1117 fue uno de los primeros vehículos militares estadounidenses construidos sobre un casco especializado resistente a las minas y, después de 2001, fue adoptado en cantidades cada vez mayores como respuesta directa a la amenaza que representaban los artefactos explosivos improvisados para las fuerzas estadounidenses en Irak y Afganistán. 
El vehículo fue muy utilizado por la policía militar estadounidense y las unidades de seguridad de convoyes en Irak y Afganistán. Es una alternativa más fuertemente protegida y fuertemente armada al Humvee blindado, que no fue diseñado originalmente para ser un vehículo de combate protegido.

## Historia

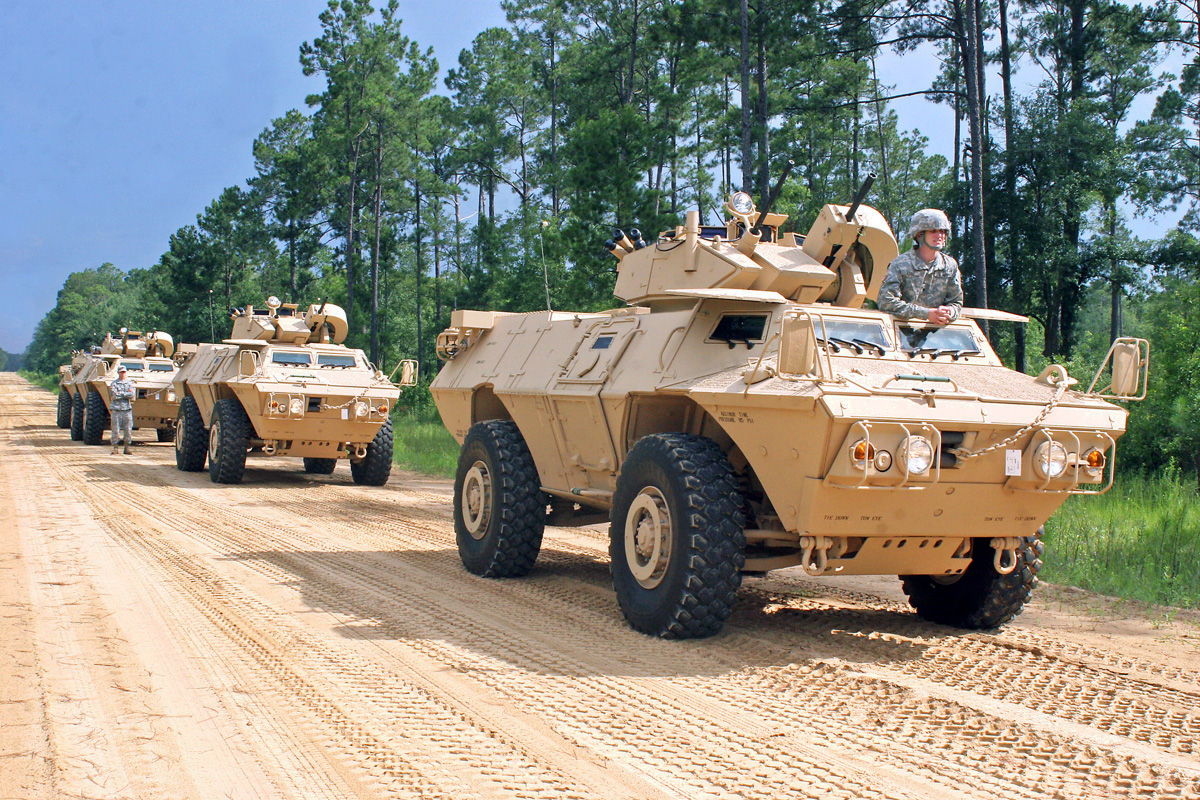
Vehículos de seguridad blindados M1117 de la Guardia Nacional del Ejército de EE. UU. en Fort Stewart, Georgia, en junio de 2010.

Para la década de los años 1980, la doctrina militar estadounidense enfatizó dos distintas bases de equipamiento. Los tanques de batalla principales (MBT por sus siglas en inglés) pesadamente armados, y los vehículos de combate de infantería (IFV, por sus siglas en inglés) serían la línea frontal de combate; y los vehículos con un blindaje y armamento más ligero serían usados para el transporte en las líneas de la retaguardia. En el año 1993, el Pentágono rehusó enviar vehículos blindados después de lo acontecido en los enfrentamientos en Mogadiscio durante la misión de las Naciones Unidas para la Pacificación de Somalia por parte de su contingente asignado a tal tarea. Esto decantó el desarrollo de una variante blindada de los HMMWV. Muchos generales dudaron acerca de su potencial y de sus beneficios, pero luego el Cuerpo de Policía Militar de los Estados Unidos, encargado de resguardar y patrullar el área "segura" de la retaguardia detrás de las líneas principales de batalla, mientras que el HMMVV blindado era usado para asegurar el área de la retaguardia por las tropas del ejército.
En 1999, el ejército inicia la compra de un número reducido de ASV-150 Dragon para el Cuerpo de Policía Militar. Este transporte blindado de personal multipropósito fue derivado a partirl del diseño del Cadillac Gage Commando, que consiste en una familia de transportes blindados de personal, cuyo primer uso sería en la Guerra de Vietnam por parte de tropas de EE.UU. y de sus aliados durante este conflicto como unidades de patrullaje. El ASV 150 es una versión mejorada del anterior modelo, el Cadillac Gage 100/150, con un blindaje mayor, mejor protección y mejoras radicales en cuanto a su fiabilidad y maniobrabilidad, gracias a un nuevo sistema de suspensión de ejes independientes, el Sistema Timoney.

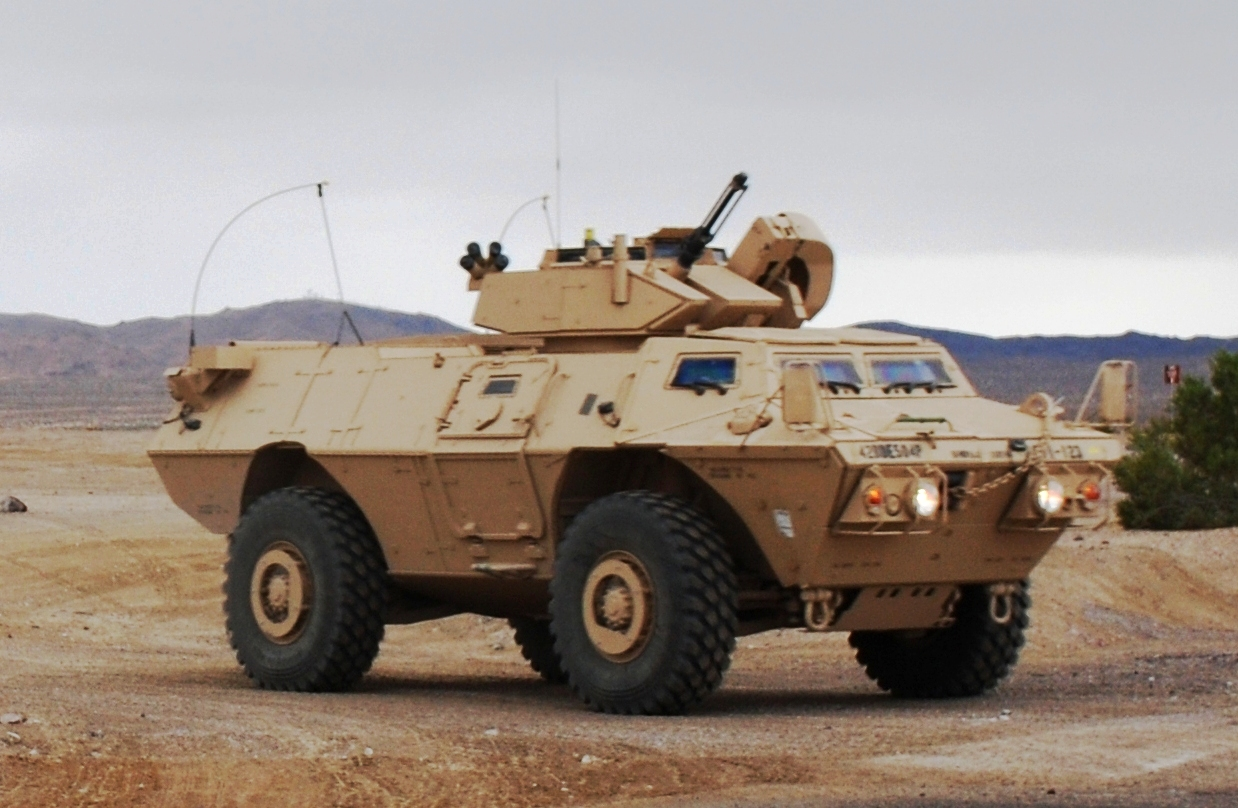
Un M1117 en el Centro Nacional de Capacitación de Fort Irwin.

El APC usa en su última variante un sistema de blindaje desarrollado por IBD, que consiste en placas de material cerámico compuesto en el exterior y recubrimiento expansible en el interior. A un costo de US$700.000 la unidad, el M1117 es apenas US$140.000 más costoso que un Humvee. Fue ensayado por unidades de la Policía Militar desplegadas en Kosovo mayormente por miembros del batallón 709 de Policía Militar. El programa se canceló en 2002 debido a las asignaciones prioritarias de presupuesto. El ejército pensó inicialmente que el uso de estos vehículos era inadecuado debido a su poco y reducido despliegue, y a la poca experiencia del personal destacable en su uso. Cuando inicia el conflicto en Irak en el 2003, el ejército de los EE. UU. solo disponía de 49 APC's de esta denominación, casi todos ellos asignados a las unidades de Policía Militar. El 1.er. Destacamento de PM vio oficialmente combate en zonas en donde los batallones 527 y el 709, así como el 720, estaban destacados. Como sea, el transcurrir de los hechos en Irak le ha hecho retomar el interés por estos APC's al alto mando de Estados Unidos al comprobarse cada vez más la vulnerabilidad de los HMMVV's a ataques y a la cantidad en aumento de sus víctimas. Aparte, el hecho de que los HMMVV's originalmente no estaban diseñados para ir blindados ni para ser desplegados como APC's, hizo que los APC's como el M1117; originalmente diseñados para estas tareas, como soportar el impacto de armas de bajo calibre, minas y RPG's fuesen desplegados en las líneas principales de combate. La visita de algunos miembros del congreso norteamericano en territorio Iraquí le agregaron un nuevo impulso al programa dado los reportes y relatos del personal destacado en este país y los fuertes cuestionamientos ante los ataques con dispositivos explosivos improvisados, en donde jóvenes norteamericanos perdían su vida o partes de su cuerpo ante las ofensivas de la resistencia Talibán. A mediados de 2007, 1,729 vehículos fueron entregados bajo leasing (arrendamiento) a la Policía Nacional Iraquí, mientras que otros le fueron entregados al personal estadounidense destacado en el conflicto.
En respuesta al urgente requerimiento del Ejército de los Estados Unidos a mediados de la década del 2000, la producción de ASV's ha sido incrementada hasta 56 vehículos mensuales. La planta principal de producción de este vehículo se encuentra ubicada en Nueva Orleans y sufrió considerables daños durante el embate del huracán Katrina. Las instalaciones de producción fueron reconstruidas y expandidas hasta cinco edificios y la plantilla de personal se duplicó en cantidad. El vehículo hace parte de la generación del siglo XXI del V-100 de los modelos de la línea Cadillac Gage Commando usados por la Policía Militar de los Estados Unidos desde el inicio de la Guerra de Vietnam, cuyas asignaciones eran básicamente proveer escolta armada a los convoyes de vehículos de transporte de personal. La Fuerza Aérea de los Estados Unidos usó una variante sin protección en la entrada y sin la torreta en su despliegue en Vietnam del Sur como vehículo de patrullaje y seguridad de bases.
Una variante ha sido recientemente puesta en evaluación por el Cuerpo de Marines de los Estados Unidos como parte del proyecto de un vehículo con protección MRAP (vehículo con blindaje contra minas y dispositivos explosivos improvisados) para el arma en su totalidad. Para 18 de mayo de 2007, después de comprobarse que el blindaje no superara las arduas pruebas implementadas en el campo de pruebas de Aberdeen, Textron recibe la orden de detener la producción y revisar los APC's entregados a la Policía Militar, aparte de perder la posibilidad del contrato con la Infantería de Marina y su programa para un vehículo MRAP. Y sin embargo en el 2008, Textron obtuvo una partida en un contrato para fabricar 329 APC's a un precio de US$228 millones. Después de su revisión y testeo no se entregaron hasta no haber incorporado los kits de protección contra explosivos de fragmentación. El número total de APC's producidos o en espera de entrega al Ejército de los Estados Unidos es de 2,058 unidades hasta el momento.

## Diseño

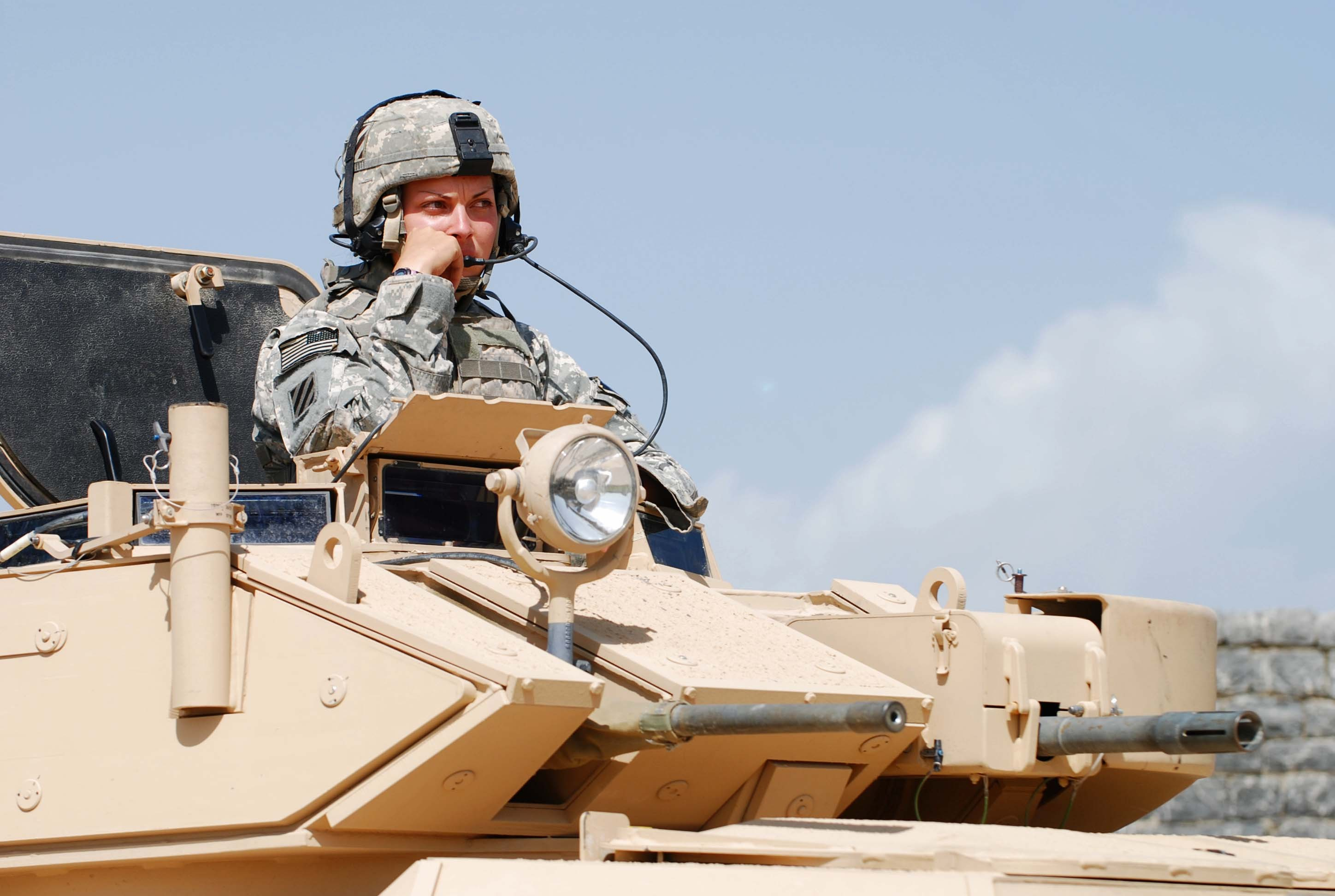
La torreta tiene una ametralladora M2HB calibre.50 (izquierda) y un lanzagranadas Mk 19 (derecha).

Con un peso de 15 toneladas, el M1117 es más liviano entre 20 a 25 toneladas que el también similar Stryker ICV o 25 a 28 toneladas que su superior, el M2 Bradley AIFV. Sus dimensiones son tan solo de 2,4 metros de ancho (7 pies y 9½ pulgadas), comparado con los 3,6 metros (10 pies y 9½ pulgadas) de un Bradley. En su parte superior, la tripulación dispone de una visión periférica y panorámica excelente (360°). En tamaño y capacidades, se puede situar como un vehículo intermedio entre el Humvee y el más costoso Stryker (US$1.42 millones). El compartimiento de la tripulación posee aire acondicionado. Debido al daño tan grave sufrido en la planta de Nueva Orleans, parte de la producción del APC se ha trasladado también a la planta de Textron en Luisiana, en gran parte ante el incremento de los pedidos de este APC para exportación.

### Supervivencia y resistencia

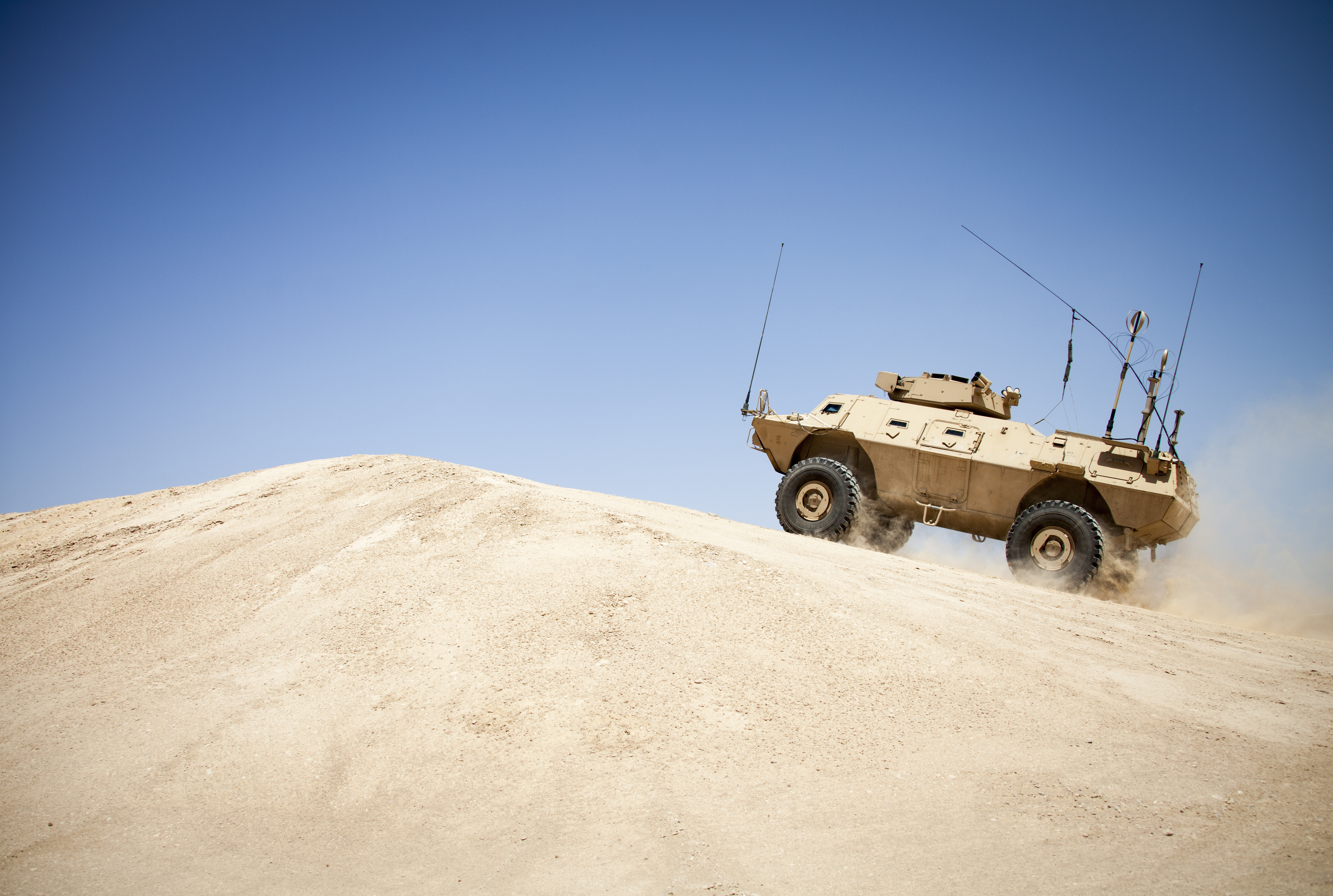
Un M1117 navega a través de un obstáculo en un curso de manejo de terreno accidentado.

El blindaje del M1117 está diseñado para soportar disparos de armas de bajo calibre (5,56 y 7,62 mm), minas y dispositivos explosivos improvisados (Improvised Explosive Devices, IED por sus siglas en inglés). Las planchas de su defensa están inclinadas y no posee superficies verticales, pudiendo desviar casi cualquier impacto de Granadas Autopropulsadas por Cohetes. Si un RPG impacta directamente al APC, el vehículo aún podría seguir operando, aunque la supervivencia de la tripulación dependerá de la zona en donde sea impactado por el RPG/IED. El blindaje angulado es más resistente a ataques que el sistema de placas de blindaje vertical, como se ha corroborado desde su aparición, ya que puede reflejar la fuerza de la explosión de forma que se departa en dos direcciones o más (debido a su forma), en contraposición a las placas de blindaje plano, que deben soportar de lleno los impactos durante un ataque.

### Movilidad
El típico caso de una misión de este ASV involucra un 50% de vías primarias, 30% de vías secundarias, y un 20% de vías sin pavimentación o a campo a través. Las suspensiones independientes trasera y delantera le proveen unas velocidades máximas de 80 a 100 km/h, también es capaz de vadear corrientes de hasta 5 m de profundidad, y escalar inclinaciones de hasta 60% en pendientes, y sobrepasar obstáculos de 2 m.
Seis ASV's pueden transportarse en un C-17 completamente cargados y listos para su despliegue.

## Variantes
- Reconocimiento, Vigilancia y Selección de Blancos

Esta versión del APC retiene la configuración estándar de la versión M1117 Guardian (3 tripulantes y conductor), con una persona en la torreta equipada con sistemas telescópicos de mira y puntería/telemetría aparte de sensores especializados para el campo de batalla.
- M1200 Armored Knight

Este ha sido desarrollado para suplir los requerimientos del Ejército de los Estados Unidos para reemplazar los Humvee en su modelo M707 HMMWV (4x4) usados actualmente en este rol.
Siguiendo con el cronograma impuesto al contratista, los prototipos están en pruebas con el Ejército de los Estados Unidos, para cubrir el requerimiento inicial de 365 M1200, siendo entregados los primeros al finalizar el 2007.
El principal contratista de este modelo es DRS Technologies, en donde la Textron Marine & Land Systems suple el vehículo a DRS Technologies, para que esta compañía realice los trabajos de integración y adaptación de sus sistemas, así como de las entregas al usuario final.
El paquete de sensores DRS incluye un marcador/localizador de blancos láser, miras térmicas, y sistemas de mando y control digitalizados, y sistemas de posicionamiento global (GPS) digitales incorporados.
Este sistema provee localización de blancos a largas distancias, y la marcación de blancos para proyectiles guiados por láser, ataques con bombas/munición de precisión para sistemas de artillería y aviones de ataque a tierra equipados con bombas de esta clase.
- M1117 con el sistema CROWS

Solo como unidad de demostración, un M1117 ha sido convertida y modificada con el Sistema de Reconocimiento Óptico y de Armas Comunes Incorporado Operado a mando Remoto (CROWS, por sus sigla en inglés), que ya está en uso por parte del Ejército de los Estados Unidos en el sistema de AM General en su modelo de HMMVV/High Mobility Multi-purpose Wheeled Vehicles, uno de los candidatos para el proyecto de reemplazo de los reputados Humvees (HMMWVs) desplegado en Irak para pruebas.
- Versiones Especializadas NBQ

La compañía Textron Marine & Land Systems ha propuesto que algunas unidades del M1117 se pueden modificar y convertir en unidades especializadas de la versión para reconocimiento en ambientes NBQ.
- Vehículo de Recuperación de los HMVV's

Puede acarrear mediante lastre o grúa a otro ASV o a un HMMWV.
- Ambulancia.

- Transporte de Personal Blindado sobre Ruedas (APC).

### Variantes de exportación
El ejército de Bulgaria ha equipado a su variante de M1117 con una ametralladora del modelo ruso de calibre 12,7 NSVT en vez del modelo norteamericano preinstalado M2. No todos los vehículos de su propiedad han recibido esta modificación.
Las Fuerzas de Seguridad Iraquíes han modificado a sus ASV para el transporte de personal.

## Usuarios

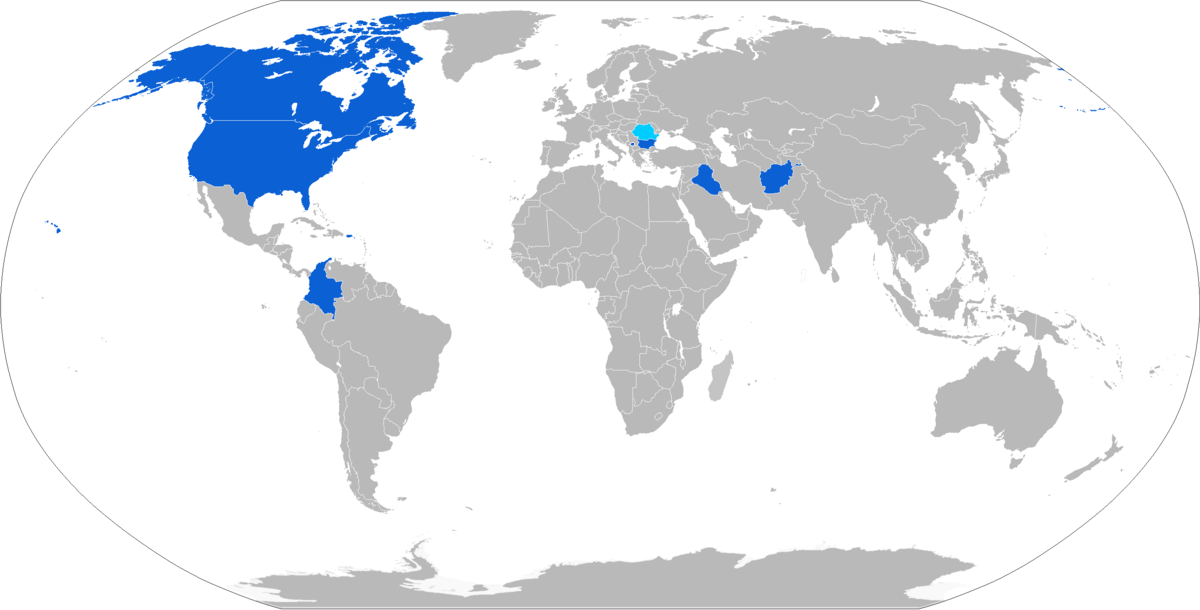
Un mapa que muestra a los operadores del vehículo blindado de seguridad Textron M1117 en azul, con operadores que lo fabrican localmente en azul claro.

### Actuales
- Estados Unidos

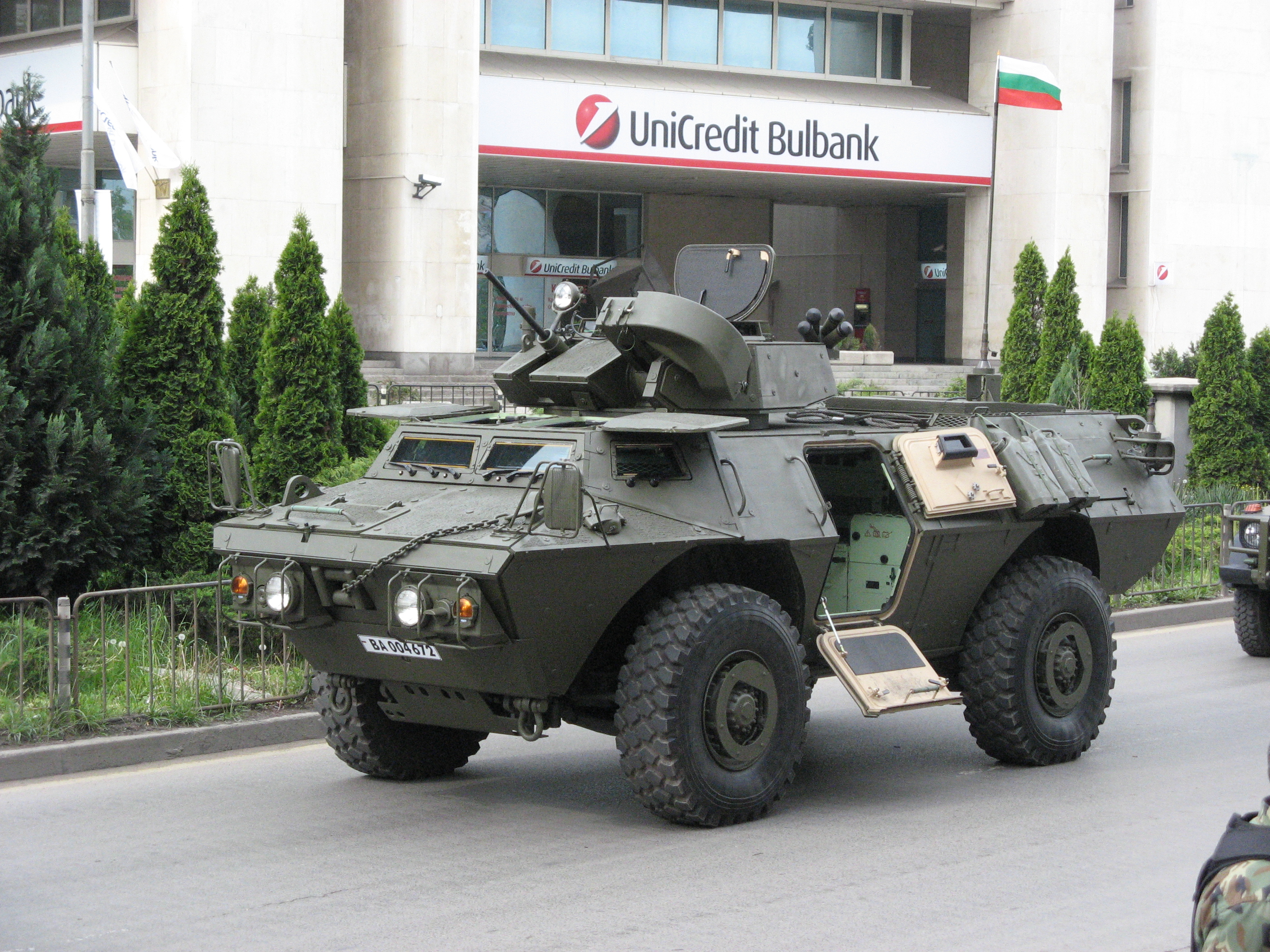
Un ASV modelo 1117 del Batallón Búlgaro en Afganistán en un desfile.

1,836. Los ASV's son usados primordialmente por el Cuerpo de Policía Militar de los Estados Unidos y los Convoyes de Seguridad destacados en Irak.
- Bulgaria

7 (6 con el contingente desplegado en Afganistán), más a ser entregados. El Comando General de la Defensa de Bulgaria ha puesto un requerimiento por 30 unidades adicionales ante su Parlamento.
- Colombia

269 unidades. Vehículos localmente denominados "Pegaso".
- Irak

106 unidades, usadas por la Policía Nacional Iraquí. 160 más a ser entregadas.

### Futuros
[cita requerida]
- Rumania

800 APC/ASV fueron ordenados para ser coproducidos entre las plantas de material estadounidenses (Textron Marine & Land), y un fabricante de equipos militares local (RATMIL Automova) de Rumania.[cita requerida]

### Vehículos similares
- Véhicule de l'Avant Blindé
- BRDM-2
- Bravia Chaimite
- FIAT 6614
- Komatsu LAV